# Michel Fugain
Vous lisez un « bon article » labellisé en 2020.
Pour les articles homonymes, voir Fugain.
Michel Fugain, né le 12 mai 1942 à Grenoble (Isère), est un chanteur et compositeur français.
Fils du médecin et résistant Pierre Fugain, il grandit dans la campagne iséroise avant de faire ses études au lycée Champollion de Grenoble. Passionné par le cinéma de la Nouvelle Vague, il abandonne ses études de médecine pour devenir cinéaste à Paris. À dater de 1963, il devient assistant réalisateur de Jean-Michel Barjol, Guy Blanc, Yves Robert ou encore Jean Delannoy, puis suit des cours d’art dramatique auprès d’Yves Furet. Il rencontre à cette occasion Michel Sardou, pour qui il compose ses premières chansons.
En 1965, Michel Fugain signe un contrat d’édition chez Barclay et écrit des mélodies pour Hugues Aufray, Marie Laforêt, et Dalida. Il rencontre son premier succès en 1967 avec Je n’aurai pas le temps sur des paroles de Pierre Delanoë pour la maison de disques Festival. En même temps il réalise, avec Pierre Sisser, une comédie musicale pour la télévision intitulée Un enfant dans la ville en 1971.
Michel Fugain crée en 1971 le Big Bazar, une troupe de chanteurs et danseurs habillés de vêtements amples et colorés, et animés de l'esprit hippie et communautaire post-soixante-huitard. Pendant cinq ans, il enchaîne les succès avec Une belle histoire, Attention mesdames et messieurs, Fais comme l’oiseau, Chante… Comme si tu devais mourir demain, La Fête, Bravo Monsieur le monde, Les Acadiens, Le Printemps, et fait plusieurs fois salle comble à l’Olympia.
En 1974 aboutit son projet de comédie musicale au cinéma avec Un jour, la fête. Après l’aventure du Big Bazar, Fugain continue de se produire, notamment en 1977 à l’occasion d’un grand spectacle donné au Havre pour lequel est créée la chanson militante Le Chiffon rouge. Il poursuit sa carrière en saltimbanque, puis pédagogue en fondant un atelier pour artistes aux studios de la Victorine en 1979.
Les décennies suivantes sont plus difficiles sur les plans professionnel et personnel. Déçu par son émission télévisée Les Fugues à Fugain sur TF1, il sort néanmoins des albums solo et des singles comme Viva la vida en 1986, Chaque jour de plus en 1989 et Forteresse en 1992 qui lui procurent une audience médiatique et scénique. Il entame ensuite de nombreuses collaborations musicales, notamment avec la chanteuse belge Maurane.  
La mort de sa fille Laurette en 2002 met un coup d'arrêt à sa carrière.
Le producteur Jean-Claude Camus le convainc de se lancer dans de nouveaux projets musicaux, comme le spectacle Attention mesdames et messieurs… mis en scène par Roger Louret aux Folies Bergère en 2005 et 2006. Il rend hommage à ses confrères artistes en mettant en musique leurs textes dans l’album Bravo et merci ! en 2007. Il annonce arrêter les enregistrements en studio, mais revient  à la scène avec son Projet Pluribus en 2013 et sa Causerie musicale en 2017.
Chanteur populaire de variétés, flirtant parfois avec le jazz et la bossa nova, il exprime des convictions humanistes et libertaires en ses chansons.
Michel Fugain a vendu dix millions de disques en cinquante ans de carrière. 
Il est promu commandeur de l’ordre des Arts et des Lettres en 2009.

## Biographie

### Jeunesse et études (1942-1962)
Michel Fugain est né le 12 mai 1942 à Grenoble, dans l’Isère. Son père, Pierre, originaire de La Rochette en Savoie, est résistant et militant communiste pendant la Seconde Guerre mondiale,. Ses activités l’amènent à être emprisonné au fort Barraux, près de Pontcharra (Isère). Comme il est étudiant en médecine, ses geôliers décident de le nommer responsable de l’infirmerie. Lors d’une visite de sa femme, Marie-Louise, aux origines italiennes, ils conçoivent leur fils en prison. Sa naissance permet à Pierre Fugain d’obtenir une permission. Il profite de cette liberté conditionnelle pour s’évader,. Leur fille Claude naît plus tard en 1945. La famille Fugain s'installe ensuite en 1947 à Voreppe, village de campagne où le père travaille comme médecin et poursuit son militantisme. « Je garde donc de cette enfance des images fortes, de grandes tables à la maison avec des gens qui faisaient de la politique, qui brassaient des idées », déclare Michel Fugain. « Je n’étais pas concerné en tant que môme, mais je baignais dans une ébullition permanente, une énergie incroyable. Ça a déteint sur moi. » Les enfants sont aussi au contact d’un milieu artistique et culturel, leur père côtoyant Pablo Picasso et son fils Paulo à Vallauris pendant leurs vacances d’été sur la Côte d'Azur.
Le jeune Michel fait sa maternelle et son école primaire jusqu’au CM1 à Voreppe,. Il passe le reste de sa scolarité au lycée Champollion de Grenoble, où il obtient son baccalauréat en 1962 après avoir redoublé sa dernière année,. Michel Fugain préfère fréquenter des filles, regarder James Dean au cinéma, danser le bop dans des clubs de jazz et écouter de la musique, notamment la bande originale du film Ascenseur pour l’échafaud de Louis Malle composée par Miles Davis,. « Je vivais en amateur », se souvient-il. Néanmoins, lui et sa sœur préparent leur entrée en faculté de médecine, dans la droite ligne de leur père,. Claude deviendra phoniatre et ORL à partir de 1971. Michel arrête ses études pour se lancer dans une carrière de cinéaste.

### Du cinéma à la musique (1962-1966)

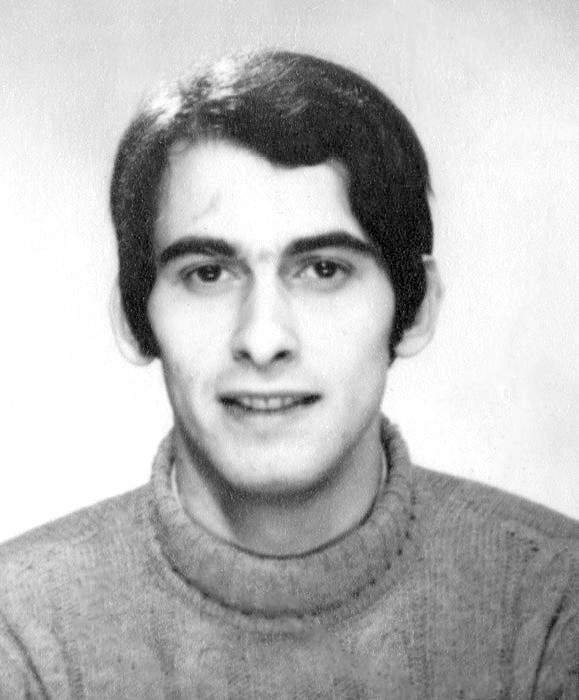
Michel Fugain en 1966. Photo d'identité (Sacem).

Cette décision survient au moment de sa rencontre avec Jean-Michel Barjol, président du ciné-club de Grenoble. Ce dernier lui fait d’abord découvrir et aimer le cinéma de la Nouvelle Vague et les Cahiers du cinéma. Puis, au cours de l’été 1962, Michel Fugain participe en tant qu’acteur au premier court métrage réalisé en Provence par son ami Jean-Michel : Blues pour un cowboy qui a mal au ventre,. L’année suivante, il devient assistant réalisateur pour son deuxième film Nadia tourné entre Antibes et Nice,. En septembre 1963, il souhaite définitivement travailler dans le cinéma et part tenter sa chance à Paris,. Il emménage chez un ami médecin de son père vivant près du quartier de Saint-Germain-des-Près, dans le sixième arrondissement. Deux mois plus tard, Michel est recruté par Guy Blanc pour être stagiaire sur un documentaire traitant de la Bataille du Chemin des Dames. Entre-temps, il retourne dans sa ville natale et rejoint Jean-Michel Barjol pour le tournage du film Au temps des châtaignes, un documentaire sur les paysans de l’Ardèche,. Cependant, en janvier 1964, Michel Fugain apprend qu’il doit effectuer son service militaire en Allemagne : en effet, depuis qu’il a arrêté ses études de médecine, il ne bénéficie plus d’aucun sursis. Profondément antimilitariste, il réussit, grâce à des confrères de son père, à se faire passer pour malade et passe seulement douze jours à l’hôpital militaire de Grenoble,. De retour à Paris, il remplace Xavier Gélin au poste de second assistant du réalisateur Yves Robert pour son film Les Copains en août 1964,. Même s’il a pris plaisir à côtoyer les comédiens Philippe Noiret, Pierre Mondy et Claude Rich sur le plateau de tournage, cette expérience comme technicien reste plutôt frustrante : « Je n’avais pas l’impression d’avoir appris grand-chose si ce n’est qu’une équipe de cinéma est très hiérarchisée et que cette hiérarchie crée des strates, finalement assez hermétiques. » Il travaille une dernière fois comme second assistant réalisateur dans le cadre d’un sketch réalisé par Jean Delannoy pour Le Lit à deux places.

Alors qu'il se destine à une carrière dans le cinéma, Michel Fugain se lance dans la musique en composant les premières chansons de son ami Michel Sardou (ci-dessus, en 1998).

À la fin de l’année 1964, sa petite amie de l’époque lui suggère alors de s’inscrire aux cours d’art dramatique dispensés par Yves Furet, rue Paul-Valéry, pour faire de nouvelles connaissances,. Là-bas, Michel Fugain se lie rapidement d’amitié avec trois aspirants comédiens : Patrice Laffont, Michel Sardou et Patrick Villechaize. En 1965, les deux Michel participent notamment comme figurants avec Patrick Dewaere au film historique Paris brûle-t-il ? de René Clément dans une scène reconstituant la fusillade de la cascade du bois de Boulogne,. Mais Michel Sardou explique à ses amis qu’il voudrait devenir chanteur et envisage même de passer une audition chez Barclay. Chacun se lance dans l’écriture, imaginant ainsi des textes intitulés Le Madras, Je n’ai jamais su dire, Les Arlequins et Il pleut sur ma vie, tandis que Michel Fugain est chargé de les mettre en musique : « J’avais gratouillé sur ma guitare les accords de base qui me permettaient de chantonner avec mes copains, mais je ne m’étais pas préparé à devenir musicien. […] En définitive, je ne suis jamais devenu un instrumentiste digne de ce titre et c’est, je crois, ce qui m’a permis d’être mélodiste. » À la fin de l’année 1965, Michel Sardou enregistre ces quatre chansons pour son premier 45 tours et commence sa carrière de chanteur,. De son côté, Michel Fugain signe un contrat d’édition chez Barclay et rencontre Pierre Delanoë par l’entremise de l’éditrice Rolande Bismuth. Le parolier écoute deux nouvelles mélodies de Fugain et écrit sur celles-ci les chansons Dam di dam et La Princesse et le troubadour pour l’album Horizon d’Hugues Aufray sorti en 1966. Toujours avec la complicité de Patrice Laffont et Patrick Villechaize, chez qui il habite temporairement, Michel Fugain continue de composer des mélodies pour les disques Barclay. Il signe notamment celles de Jolie ou pas jolie pour Hervé Vilard, Si j’écrivais le livre pour Frank Alamo et Entrez sans frapper pour Dalida,. La musique devient finalement sa nouvelle occupation, jusqu’à ce qu’elle se concrétise définitivement.

### Un premier album et une comédie musicale (1966-1971)
Michel Fugain est dorénavant engagé chez Barclay comme compositeur avec une équipe constituée de Georges Blaness, Michel Jourdan et Jean Schmitt. Ensemble, ils proposent une chanson intitulée Je ne peux rien promettre pour le prochain album de Marie Laforêt. Le directeur artistique de cette dernière, Roger Marouani, repère Michel Fugain et lui demande s’il souhaiterait enregistrer son propre disque,. Ce dernier accepte et sort son premier 45 tours en mai 1966 pour la maison de disques Festival,. Parmi les quatre morceaux, arrangés par Jean Bouchéty, seul Un pas devant l’autre passe à la radio au cours de l’été. Mais Roger Marouani incite Fugain à enregistrer un deuxième 45 tours en octobre à Londres avec le guitariste Big Jim Sullivan. En janvier 1967, la chanson Prends ta guitare, chante avec moi remporte un succès dans le classement musical d’Europe no 1,. Michel Fugain rassemble alors plusieurs musiciens, choisit Jacques Marouani comme imprésario et effectue ses premiers galas. Il est à l’affiche de l’Olympia en première partie d’Eddy Mitchell et Nino Ferrer le 7 mars 1967 puis, le lendemain, il fait sa première télévision sur l’ORTF pour l’émission Têtes de bois et tendres années. Au mois de mai, il retourne à Londres pour enregistrer un nouveau 45 tours dont le titre-phare, intitulé Je n’aurai pas le temps, a été écrit par Pierre Delanoë,. Sortie en septembre 1967, la chanson remporte la médaille d’or du Palmarès des chansons de Guy Lux en octobre. Je n’aurai pas le temps clotûre le premier album de Michel Fugain et est même reprise en anglais sous le titre If I Only Had Time par John Rowles. Par ailleurs, à l’occasion des Jeux olympiques d’hiver organisés à Grenoble en février 1968, il compose l’hymne officiel Sous un seul flambeau interprété par Christine Bare,. Michel Fugain commence à avoir conscience de sa notoriété naissante et décide de garder son autonomie. Il fonde les éditions Le Minautore avec Rolande Bismuth et signe en mai 1968 dans une nouvelle maison de disques : CBS Records. Il entame ensuite une tournée avec Joe Dassin et Georgette Lemaire pendant l’été 1968 et enchaîne avec des galas en vedette anglaise de Salvatore Adamo en février 1969,. L’année suivante, Michel Fugain sort son deuxième album avec les singles Soleil et On laisse tous un jour, écrit par Hugues Aufray et Vline Buggy.
Il décide à cette période de se lancer dans un projet original intitulé Un enfant dans la ville. Inspiré par le film Le Feu follet de Louis Malle, cet album raconte « la balade d’un jeune mec, cabotant entre amis et idées, pour déboucher, au contraire du Feu follet, sur l’espoir et l’envie ». Les chansons écrites par Pierre Delanoë sont enregistrées en 1970 avec Georges et Michel Costa, Nicole Croisille, Esther Galil et Mary Roos, une interprète d’origine allemande. Michel Fugain effectue une tournée promotionnelle en Europe et en Amérique latine. Au printemps 1970, il se produit notamment dans un festival à Rio de Janeiro, au Brésil, et y découvre la batucada et la samba. De retour en France, il rencontre le réalisateur Pierre Sisser et se lance avec lui dans une adaptation de l’album en comédie musicale pour la télévision. Le tournage a lieu au printemps 1971 avec Michel Fugain et Mary Roos. Le programme, également intitulé Un enfant dans la ville, est diffusé le 12 décembre 1971 sur la deuxième chaîne de l’ORTF. Dans le même temps, Mary Roos invite Michel Fugain à participer à son émission télévisée en Allemagne pour chanter deux titres extraits de l’album. Le Français découvre avec intérêt sur le plateau un groupe d’une dizaine de chanteurs appelé Les Humphries Singers. L’idée de constituer sa propre troupe musicale commence alors se faire jour dans son esprit.

### L’aventure du Big Bazar (1971-1976)

#### La formation
Dès le mois de décembre 1971, il décide de faire passer des auditions à Bobino pour un projet de spectacle. Cinquante-deux personnes sont retenues pour participer aux répétitions en janvier 1972. Celles-ci sont organisées au quatrième étage de l’Olympia, laissé libre par son directeur Bruno Coquatrix. Une autre sélection est à nouveau effectuée par un certain Amadéo, un danseur ayant déjà participé à des productions scéniques comme West Side Story. « Cette troupe idéale, je la voyais composée de jeunes gens… que le métier n’aurait pas déjà formatés, donc, déformés… sorte d’agglomérat de talents isolables, particuliers, de personnalités hors du commun… sans qu’ils soient forcément des génies… », explique Michel Fugain. Seulement sept personnes sont sélectionnées : Martine Chevallier, Gérard Kaplan, Maurice Latino, Christiane Mouron, Carine Reggiani et notamment Stéphanie Coquinos, dont s’est épris Michel Fugain. Pierre Fuger, ancien danseur de l’opéra de Paris, remplace Amadéo pour faire répéter l’équipe, qui s’agrandit progressivement de Roland Gibelli, Johnny Monteilhet, Jérôme Nobécourt et Valentine Saint-Jean,. Toujours épaulé par Pierre Delanoë pour l’écriture des textes, Michel Fugain compose les mélodies. Leur collaboration débouche sur la création de deux morceaux : Allez, bouge-toi et Une belle histoire. Toutefois, le groupe n’a toujours pas de nom : « Ce qui me frappait dans la troupe, raconte Fugain, c’était cette réunion de gens tellement dissemblables, dans le fond et la forme. C’était même la vraie différence, face aux troupes de télé où l’uniforme était de rigueur. Une réunion hétéroclite de personnalités, de qualités et de défauts, de tempéraments divers. Un vrai bazar. » La troupe se fait alors connaître sous le nom de « Michel Fugain et le Big Bazar ». Elle gagne rapidement un public en intervenant dans les émissions de Maritie et Gilbert Carpentier et Guy Lux,. Pendant que Michel Fugain passe ses vacances d’été en Corse avec ses amis et sa compagne Stéphanie, Une belle histoire remporte un véritable succès au hit-parade français et se vend à un million d’exemplaires,,. En hiver, la troupe prépare la sortie de son premier album. Trois paroliers sont mis à contribution : Pierre Delanoë, Vline Buggy et Maurice Vidalin. Ils signent respectivement Attention mesdames et messieurs, Les Gens irremplaçables et Les Cerises de monsieur Clément. Michel Fugain, quant à lui, se remémore une chanson entendue lors de son voyage au Brésil : Você abusou interprétée par Antônio Carlos et Jocáfi et créée par Maria Creuza. Il soumet la mélodie à Delanoë qui l’adapte en français sous le titre Fais comme l’oiseau,,. Le premier album du Big Bazar devient un succès.

#### Le succès
En 1973, Maurice Latino et Martine Chevalier quittent la troupe et sont remplacés par les sœurs Dominique et Véronique Mucret. Christian Dorfer et Cordélia Piccoli se joignent également aux nouveaux arrivants,. Une tournée avec chanteurs, danseurs, orchestre et techniciens est organisée sur le principe de l’égalité salariale. Mais les hiérarchies restent parfois difficiles à effacer, comme le fait remarquer Michel Fugain : « Je voulais que le Big Bazar soit une espèce d’économie collégiale et en quelques heures, le collège a refait la pyramide ». Néanmoins, les quatorze membres du Big Bazar parviennent ensemble à mettre en place leur premier spectacle intitulé Le Petit Homme. « On y racontait, en chansons et en courtes transitions, l’histoire d’un homme de sa naissance à l’âge adulte en essayant de lui ouvrir les yeux sur la vie, l’amour et les emmerdes », déclare Fugain. Au Palais d’Hiver de Lyon, le Big Bazar reçoit un accueil triomphal,. Bruno Coquatrix lui propose un Olympia pour septembre 1973, mais Fugain préfère attendre et compose deux nouvelles chansons : Chante… Comme si tu devais mourir demain et Tout va changer. Elles sont intégrées au nouvel album de la troupe avec La Fête, Le Roi d’Argot, Bravo Monsieur le monde et Jusqu’à demain peut-être. Certaines chansons, comme Les Gentils, les méchants, font partie de la bande originale du film Je sais rien, mais je dirai tout de Pierre Richard. À la même période, Michel Fugain fonde une famille au Moulin de Lavagot, à Lévis-Saint-Nom dans les Yvelines, avec son épouse et sa fille Marie née le 15 novembre,,.

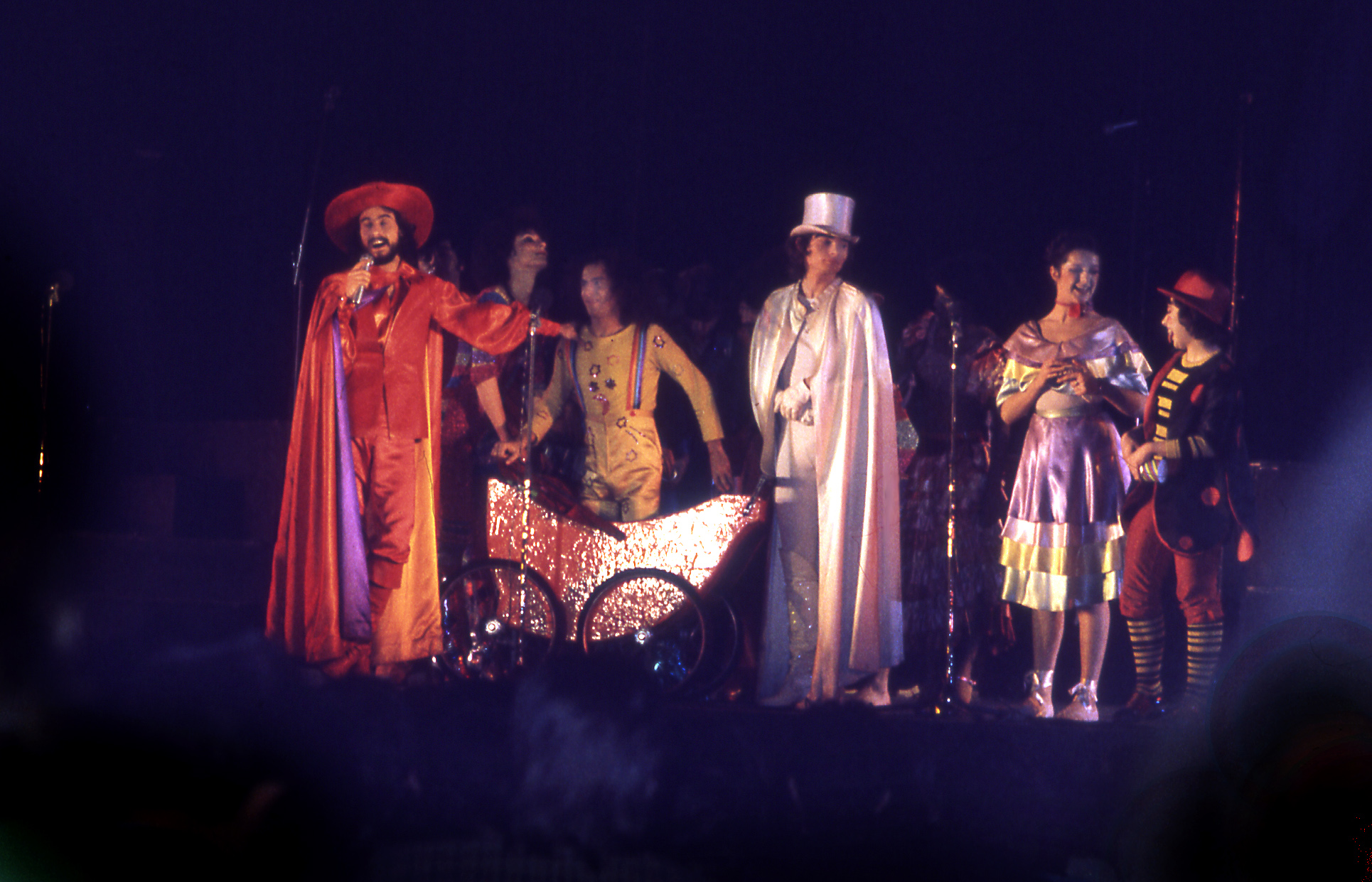
Pendant cinq ans, Michel Fugain rencontre un important succès avec sa troupe du Big Bazar (ci-dessus, en 1974).

Mais le travail ne s’arrête pas pour autant puisque le Big Bazar commence sa première date à l’Olympia : « Au niveau de l’organisation même de l’équipe, c’est une coopérative, c’est-à-dire que des gens se sont regroupés pour former une communauté professionnelle. Au niveau des thèmes que l’on défend, ils ne sont pas très nombreux et ils sont à peu près toujours les mêmes : c’est un certain besoin de liberté », déclare Michel Fugain aux journalistes venus filmer les répétitions de la troupe. Celle-ci se produit du 26 décembre 1973 au 17 janvier 1974 avant de partir en tournée au Québec. Ces représentations donnent lieu à la publication de deux enregistrements en public. Michel Fugain intervient également dans l’adaptation sonore d’un conte pour enfants d’Andersen : Les Cygnes sauvages. Il collabore ensuite à nouveau avec Pierre Sisser pour la bande originale de son film Force 8, et tous deux envisagent cette fois de réaliser une comédie musicale pour le cinéma : « L’histoire était celle d’une bande de jeunes qui entraient en bagarre avec un député-maire affairiste, à l’image des mœurs de l’époque », raconte Fugain,. Ce dernier propose le titre HLM à la société de production UGC, mais ses responsables préfèrent quelque chose de plus joyeux associé à l’image festive du Big Bazar. Le titre Un jour, la fête est finalement retenu. Les membres du Big Bazar font partie de la distribution avec les comédiens Nathalie Baye et Charles Gérard. Après le tournage effectué en septembre 1974, le film sort en salles avec son album éponyme le 19 février 1975, mais il essuie un échec commercial,. Cependant, Michel Fugain n’hésite pas à poursuivre le débat sur la thématique du film, à savoir la question de la fête dans des villes où les populations se retrouvent entassées dans des barres d’immeubles. En août 1975, il échange notamment avec René Barjavel sur ce sujet : « Si on soulève le problème de la fête, on soulève le problème le plus important puisque faire la fête, et la faire bien, c’est le résultat du bien-être dans sa peau, sinon il n’y a pas de fête », déclare le chanteur à l’écrivain. Une tournée circassienne est justement lancée sous un chapiteau à Lyon, Lille, Marseille, Bordeaux, Nice et Bruxelles, où la future chanteuse Maurane, alors âgée de quinze ans, assiste avec admiration au spectacle,. Le Big Bazar prépare dans la foulée un troisième album, produit sous son propre label BZZ, avec l’apport d’un nouveau parolier : Claude Lemesle. Fugain y intègre une composition personnelle intitulée Les Acadiens, qui lui a été inspirée par son récent séjour au Canada et sa rencontre avec Robert Charlebois. Le nouveau spectacle, mettant en scène un prince à la place du petit homme, s’oriente de plus en plus vers l’univers du cirque, puisqu’il est conçu avec la famille Togni de l’American Circus.

#### La séparation
Le quatrième album du Big Bazar sort en 1976 avec la chanson Le Printemps écrite par Maurice Vidalin et inspirée par la musique folklorique de l’Europe de l’Est. En parallèle, la troupe subit des changements : Pierre Fuger s’en va et les sœurs Mucret sont remplacées par Guylaine Allief et Mireille Perre, tandis que José Massal prend la place de Roland Gibelli. Philippe Pouchain rejoint également l’équipe,. Un album live permet d’enregistrer le nouveau spectacle à l’Olympia avec un personnage d’extraterrestre dans un décor inspiré par la cour des Miracles et les personnages de Victor Hugo. Toutefois, malgré le succès, l’inspiration de Fugain décline, et ce dernier accuse une certaine fatigue, contractant un œdème aux cordes vocales. « Je crois qu’on ne s’étonnait plus les uns les autres. Insidieusement, la lassitude aidant, le désamour s’installait. La magnifique aventure du Big Bazar nous avait gâtés. Nous étions repus. Nous n’avions plus faim », résume Michel Fugain, expliquant que le déclin de sa troupe est également lié à l’évolution des mœurs de la société française : « […] Le Big Bazar et son indécrottable optimisme allaient être rangés sur l’étagère des vieilleries. […] En cinq ans, les comportements changent profondément »,. À la fin du mois de septembre 1976, Fugain annonce la séparation du Big Bazar, mais il laisse à ses camarades la possibilité de continuer l’aventure s’ils le souhaitent. Gérard Kaplan et Christiane Mouron décident de la poursuivre jusqu’en 1977 en sortant un cinquième et dernier album. Michel Fugain pense que ces cinq années ont été énormément enrichissantes pour lui : « Le Big Bazar m’a apporté des joies immenses. C’est au sein de cette troupe que j’ai appris tout ce que je sais faire. » Mais, rétrospectivement, il estime qu’elle était profondément liée à l’état d’esprit d’une époque, celle de l’après mai 1968 : « La société était porteuse d’une espèce de folie, de joie de vivre… L’espoir était important », dit-il en 2015,.

### Fugain, saltimbanque et pédagogue (1976-1981)
La fin du Big Bazar ne signe pas l’arrêt des projets artistiques de Michel Fugain. En décembre 1976, Max Serveau, responsable culturel de la ville communiste du Havre, fait appel à ses services pour organiser une grande fête avec tous les habitants dans le cadre d’un programme appelé « Juin dans la rue, mois de la jeunesse ». Fugain propose une idée de « fête résolument populaire et transgénérationnelle » pour pouvoir renouer un tissu social au sein de la population. Dans un reportage réalisé par Michel Parbot pendant les préparatifs, Fugain explique qu’« il y a réellement un problème actuellement, c’est le problème de la communication, de l’échange. Les hommes ont besoin d’échanger. » Le déroulement de cette journée organisée le 18 juin 1977 repose essentiellement sur le principe des bacchanales et du carnaval. Fugain convoque ses anciens camarades du Big Bazar : Valentine Saint-Jean, Jérôme Nobécourt, Philippe Pouchain, Johnny Monteilhet et sa femme Stéphanie pour travailler pendant six mois à l’élaboration du projet. Chaque quartier de la ville se retrouve identifié par une couleur de l’arc-en-ciel et les habitants réfléchissent à des idées de chansons à partir de la notion de paix. Les morceaux sont ensuite compilés dans un album intitulé Un jour d’été dans un Havre de paix. Pour le spectacle scénique, Fugain complète sa nouvelle compagnie avec les comédiens Grégory Ken, Roland Magdane, Liza et Hubert Viet. Une chanson écrite pour l’occasion par Michel Vidalin et composée par Fugain passe à la postérité : Le Chiffon rouge. En effet, elle sera reprise de nombreuses fois par les militants de la CGT lors des luttes sociales des années 1970 et 1980. Au total, 40 000 spectateurs se réunissent place de l’Hôtel-de-Ville pour assister à la grande fête. Onze ans plus tard, la mairie du Havre organisera de nouveau un mois de « juin dans la rue » avec le chanteur sud-africain Johnny Clegg.
Galvanisé par cette fête populaire, Michel Fugain souhaite poursuivre sa carrière à la façon d’un véritable saltimbanque : « Sans discussion possible, je me sentais de leur nombre et je me pris à rêver d’un spectacle enraciné dans la tradition de ces histrions irrévérencieux qu’on enterrait la nuit. La démarche me paraissait, en elle-même, plus subversive que n’importe quelle prise de position politique contre la société giscardienne de l’époque. » En 1978, avec sa nouvelle compagnie, il prépare un projet de spectacle inspiré par le théâtre de la commedia dell’arte avec le comédien Philippe Léotard,. Un album intitulé Faites-moi danser ! sort dans la foulée avec le single Papa, aux sonorités reggae. Leur prestation à l’Olympia est également enregistrée pour un album. La tournée s’achève le 28 novembre 1978 à Strasbourg. Michel Fugain se lance ensuite dans une tout autre aventure : l’organisation d’un atelier-école à but non lucratif pour former chanteurs, danseurs et comédiens aux studios de la Victorine, à Nice. « Quand on transmet, on se pose la question de savoir si on est légitime. Transmettre, ça demande qu’on y consacre du temps et de l’énergie. Je l’ai déjà dit, je ne suis pas un bon pédagogue. Celui qui m’écoute doit décrypter parce que je transmets avec rudesse. » Néanmoins, à partir de juillet 1979, il organise avec son ami chorégraphe Johnny Monteilhet un stage avec de jeunes candidats motivés, parmi lesquels fait partie Mimie Mathy,. Michel Fugain se souvient : « Nous étions des « animateurs » […]. Un professeur enseigne. On n’enseigne pas à un artiste à être artiste. Il l’est ou il ne l’est pas. S’il l’est, on ne peut que l’aider à sortir de lui ce qu’il a de meilleur, à utiliser de la manière la plus efficace son talent et son inspiration, à s’épanouir. Mais lui seul possède les matériaux de base. » Pendant qu’il se consacre pleinement à son atelier, sa fille Laurette naît le 10 août 1979 à Cannes. En parallèle, il prépare son premier album solo avec le single Les Sud-Américaines, sorti au printemps 1980, et signe la bande originale du film Ras le cœur de Daniel Colas,. L’année suivante, il enchaîne avec un deuxième album réalisé par Gabriel Yared : Capharnaüm, tout en composant deux chansons pour le nouvel opus de Françoise Hardy,. Il participe également au Disque de la paix d’Yves Montand, adaptation discographique du Livre de la paix de Bernard Benson. Même si Michel Fugain poursuit sa carrière avec succès, il s’apprête à connaître une période d’intenses difficultés.

### Des hauts et des bas (1981-2002)
À la rentrée 1981, Christophe Izard lui propose d’être aux commandes d’une émission télévisée sur TF1 intitulée Les Fugues à Fugain. Son atelier est alors transféré à Issy-les-Moulineaux pour des raisons pratiques. Mais Fugain ne se sent pas à sa place à la télévision, même s’il reçoit de nombreux artistes comme Michel Delpech, Gilberto Gil, Al Jarreau ou encore Michel Legrand. L’émission s’arrête en février 1982 et Michel Fugain part avec sa femme aux États-Unis. À trente-neuf ans, il envisage de reprendre des études de cinéma à l’université de Californie du Sud, mais retourne finalement en France, où il soutient le président François Mitterrand récemment élu. Sur le plan musical, il met ses projets à l’arrêt et décide de prendre plusieurs années sabbatiques. À la même période, sur le plan personnel, il fait la connaissance de sa fille Sophie, dont la mère était hôtesse de vestiaire en 1970. « Je n’ai jamais revu cette enfant qui est, qu’elle le veuille ou non, ma fille », déclare Michel Fugain en 2007. Par ailleurs, il commence également à rencontrer de sérieux problèmes financiers, au point d’être habité par des pensées suicidaires.

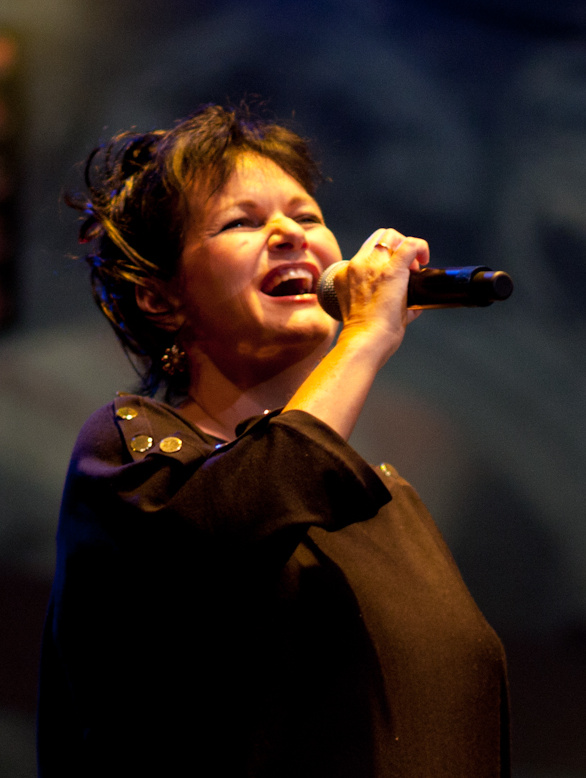
La chanteuse belge Maurane (ci-dessus, en 2011), fervente admiratrice du Big Bazar pendant son adolescence, interprète de nombreuses chansons en duo avec Michel Fugain à partir des années 1990.

Au milieu des années 1980, Michel Fugain est contraint de gagner sa vie en chantant pour des mariages, tandis que sa femme Stéphanie se produit dans des pièces de théâtre. « J’étais assez fier, finalement, comme les troubadours et ménestrels du Moyen Âge, de passer de festin en ripailles, attrapant au passage une bourse qu’un seigneur me jetait par-dessus la table. J’éprouvais un réel plaisir, et un peu d’orgueil, je l’avoue, à faire partie des gueux de notre métier et non des nobles frileux, soucieux de leur image », déclare-t-il. Son amie Rolande Bismuth lui conseille tout de même de signer à nouveau pour une maison de disques. En 1985, il entre chez Tréma et, l’année suivante, le parolier Brice Homs lui écrit Viva la vida. Ce titre est suivi par la sortie d’un album sobrement intitulé Michel Fugain en 1988. Mais ses rapports avec Tréma ne sont pas très bons, et Fugain rejoint le label Flarenasch. Dans le même temps, Rolande Bismuth vend les éditions Le Minotaure. Ces changements ne l’empêchent pas pour autant de faire un retour médiatique et scénique remarqué. En 1989, il sort un nouvel album intitulé Un café et l’addition avec les singles Les Années guitare, Où s’en vont…, dédié à Bruno Carette, Chaque jour de plus et Chanson pour les demoiselles,. Il se produit à l’Olympia en 1990 avec Thierry Arpino à la batterie, Nelson Baltimore à la basse, Thierry Crommen à l’harmonica et au saxophone, Dominique Fillon au piano, Pascal Joseph et Jean-Christophe Maillard aux guitares, Daniel Mille à l’accordéon et Sophie Proix aux chœurs. La même année, il forme également un duo avec l’actrice Véronique Genest sur la chanson Comme une histoire d’amour. Le chanteur renoue progressivement avec son public après environ cinq ans d’absence.
En septembre 1992, Fugain sort l’album Sucré-Salé réalisé par François Bréant avec le single Forteresse écrit par Brice Homs. Il participe ensuite à la quatrième émission de Taratata animée par Nagui sur France 2 en janvier 1993, puis Jean-Claude Camus, producteur des spectacles de Johnny Hallyday, lui organise une tournée en automne,. Il est à nouveau programmé à l'Olympia au printemps 1993, au moment où il vit la naissance de son fils Alexis le 9 avril. Le titre de ses albums suivants : Vivant en 1993, Plus ça va… en 1995, De l’air ! en 1998 et Encore en 2001, montre qu’il amorce ses trente-cinq ans de carrière avec optimisme : « Ce qui me plaît, c’est que la vie continue, les combats continuent, l’envie de vivre et de survivre continue », dit-il lors d’une interview. Il n'hésite pas non plus à afficher ses convictions politiques à l’occasion de l’élection présidentielle de 1995 en annonçant avoir voté pour la candidate écologiste Dominique Voynet, et compose La Bête immonde contre le fascisme,. Fugain se lance aussi à cette époque dans plusieurs collaborations musicales : en 1995, il reprend Alia Soûza avec Véronique Sanson pour son album Comme ils l’imaginent et Je n’aurai pas le temps avec Jean-Jacques Goldman pour Les Enfoirés à l’Opéra-Comique, revisite ses chansons avec I Muvrini, Kent, Maurane, Didier Sustrac et Trio Esperança en 1996, et compose les chansons de l’album Français de Michel Sardou en 2000,,,. Cette décennie s’achève avec une nomination à la 12e cérémonie des Victoires de la musique dans la catégorie meilleur concert pour sa prestation aux Francofolies de La Rochelle le 14 juillet 1996. Toutefois, au moment où sa carrière professionnelle est relancée, Michel Fugain est confronté à un drame personnel : sa fille Laurette, diagnostiquée d’une leucémie en 2001, meurt le 18 mai 2002 en raison de complications liées à sa greffe de mœlle osseuse,. Sa mère Stéphanie décide de continuer à lutter contre cette maladie en créant l’association Laurette Fugain,. Son père reprend également le chemin de la musique comme thérapie. Il déclare à Véronique Aïache en 2018 : « Ce qui est passé, on ne peut pas le changer. Alors autant passer à autre chose. Ça peut paraître un peu froid et sans cœur quand il s’agit de la perte d’un enfant, mais je dis tous les jours à ma fille dans ma tête : « Tout ce que je vis là, je te l’offre. Ce que je vis là, je le vis à ta place. » Et je pense que c’est ce qu’on doit à un être cher qu’on a perdu : vivre à fond pour lui ou pour elle. La vie ne s’arrête pas. Au contraire. » Une semaine après l’incinération de Laurette au crématorium du Père-Lachaise, Michel Fugain termine sa tournée sur l’île de La Réunion et part se ressourcer avec sa famille et ses amis en Corse.

### Période récente (2002-)
Alors qu’il n’est pas encore prêt à reprendre sa carrière, sa nouvelle maison de disque EMI sort en 2004 une compilation intitulée C’est pas de l’amour, mais c’est tout comme qui se vend à 200 000 exemplaires,. Face à ce regain d’intérêt, Michel Fugain accepte la proposition de Jean-Claude Camus de lancer un spectacle rendant hommage à ses anciennes chansons. Les coulisses des répétitions à Monclar sont diffusées sur M6 sous forme d’épisodes, mais le programme connaît de faibles audiences,,. Les critiques de la presse ne sont pas très enthousiastes non plus : Libération parle d’« un Popstars sauce Big Bazar », tandis que Le Monde écrit : « À l’heure où les émissions musicales envahissent le petit écran, on s’interroge sur l’intérêt artistique d’un tel programme. Si le projet paraît sincère, le résultat, lui, ne parvient à se départir d’un côté très artificiel,. » Néanmoins, le spectacle Attention mesdames et messieurs…, mis en scène par Roger Louret, est présenté aux Folies Bergère du 9 décembre 2005 au 18 février 2006. Malgré l’accueil plutôt favorable, Fugain a le sentiment d’un échec,. À la même période, il intervient auprès des élèves de la quatrième saison de la Star Academy. Il réitère cette expérience en 2008. Plus tard, il dénoncera ces émissions de télé-crochet comme The Voice en disant : « Aujourd’hui, ils ont tous la même voix, personne n’articule, la plupart ne sont pas musiciens. […] On a le droit d’exiger des générations futures que leur devoir soit de faire des choses pour les autres. Ils se regardent tous le nombril. Mais ça ne nous intéresse pas,. »
Michel Fugain préfère remercier les artistes qu’il admire et qui comptent à ses yeux. En 2003, il écrit une lettre à plusieurs de ses confrères où il leur fait part de son envie de les honorer. « J’ai écrit cette lettre quand j’étais un homme à terre, dit-il. Je n’avais plus goût à rien. Je n’avais qu’une envie, m’arrêter… mourir ». Mais son appel sera entendu : « Le seul moyen que j’ai de vous rendre cet hommage, écrit-il, est encore de faire la seule chose que je sais faire, de la musique et des mélodies, et boucler ma boucle en chantant un texte de chacun d’entre vous ». Nombre d'artistes répondent à sa sollicitation et leurs chansons sont regroupées dans l’album Bravo et merci ! en 2007. La même année, il fait le bilan de sa vie professionnelle et personnelle dans son autobiographie Des rires et une larme. Cette période s'achève par un dernier acte de reconnaissance : en janvier 2009, il est promu commandeur de l’ordre des Arts et des Lettres par le ministère de la Culture.

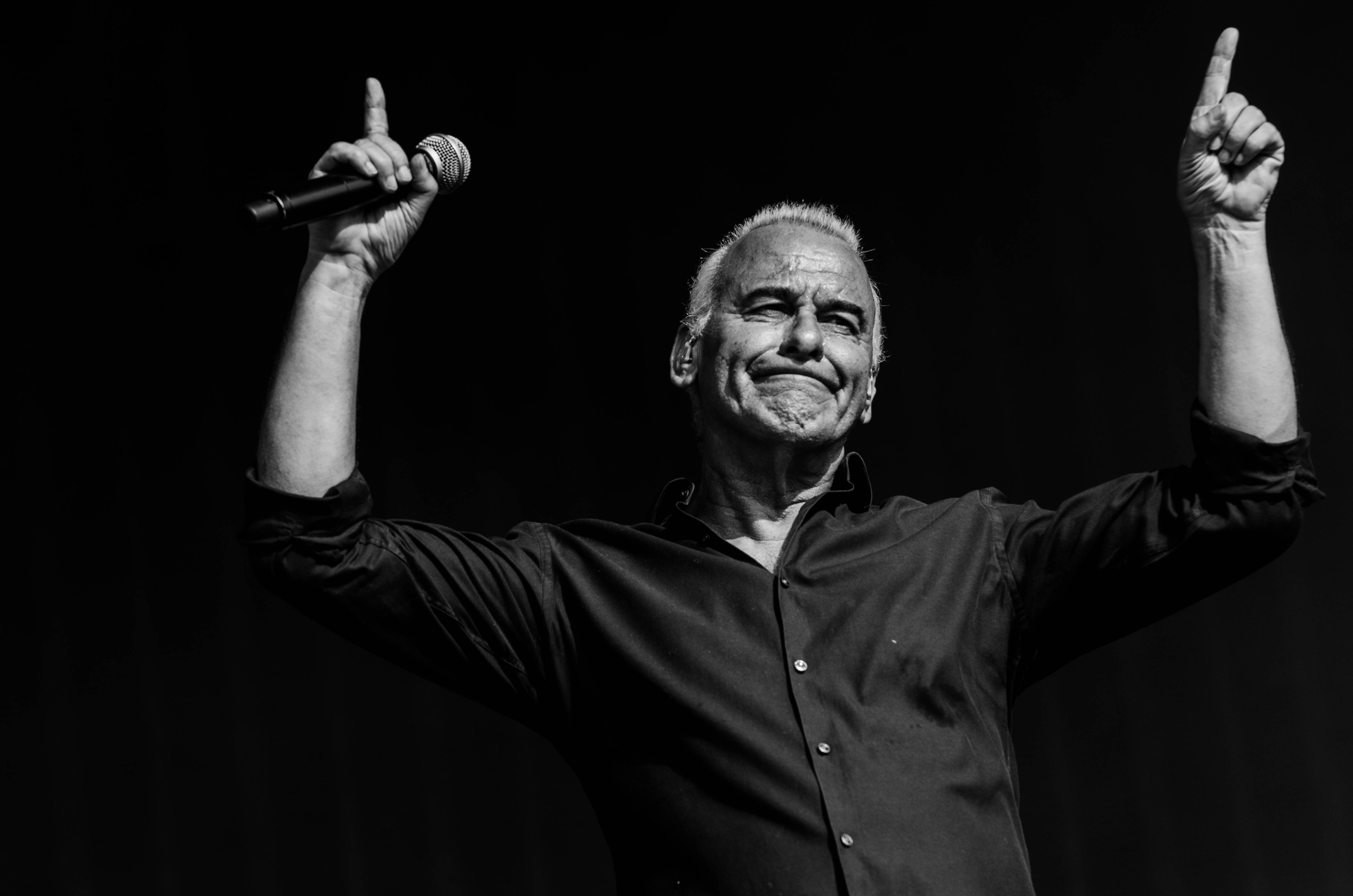
Avec son Projet Pluribus, Michel Fugain continue sa carrière sur scène, comme ici en 2015 à la Fête des Solidarités de Namur.

Il s’engage ensuite dans un projet ambitieux : mettre en musique les quatre saisons. En mars 2011, il publie Le Printemps sous le label XIII Bis Records, puis décide de compiler L’Été, L’Automne et L’Hiver dans un double album intitulé Bon an mal an sorti en février 2012,, où il est auteur-compositeur de plusieurs chansons. Même s'il continue de se produire sur scène, Michel Fugain annonce que ce sera son dernier disque,. Pourtant, grâce à son manager Alexandre Lacombe, il sort en septembre 2013 l’album Projet Pluribus avec des titres inédits comme Dans 100 ans peut-être et des nouveaux arrangements de ses chansons comme Les Sud-Américaines, La Fête ou Chante…,. Fugain constitue une nouvelle troupe pour partir en tournée ,. Se réjouissant de ce nouvel élan musical et transgénérationnel, amplifié par le succès de son best-of des années Big Bazar sorti en mars 2013, il déclare : « J’ai l’impression que c’est une récompense. Ce n’est pas encore la fin du parcours, même si je suis obligé d’y penser. […] J’ai la même énergie, j’ai encore des envies,. » Quelque temps auparavant, il s’est séparé de Stéphanie après presque quarante ans de vie commune. Il a refait sa vie avec Sanda, une jeune femme d’origine roumaine rencontrée en Corse en juillet 2004,.
En mai 2017, un album de reprises rassemblant notamment Chimène Badi, Claudio Capéo ou encore Patrick Fiori achève d'inscrire Michel Fugain comme un artiste incontournable de la variété française. Mais ce dernier n’est pas encore sur le point de s’arrêter après cinquante ans de carrière et environ 10 millions de disques vendus. En effet, en novembre 2017, il continue d’innover en proposant au théâtre de l’Atelier « une causerie musicale » avec trois musiciens. Il la définit comme des « rencontres conviviales, divertissantes et interactives, illustrées par des chansons, des anecdotes et des réflexions plus profondes car les chansons sont aussi et toujours des marqueurs précis d’une époque et d’une société. » Ce moment de partage lui permet également de rendre hommage aux quatre paroliers qui ont jalonné sa carrière : Pierre Delanoë, Brice Homs, Claude Lemesle et Maurice Vidalin. En parallèle, Fugain continue de se produire avec une formation réduite nommée Pluribus 2.0. En avril 2020, avec « sa bande de confinés », il reprend Les Chevaux sauvages pour rendre hommage au personnel soignant luttant contre la pandémie de Covid-19. Le 12 mai 2022, il fête ses 80 ans sur la scène du théâtre Bobino dans un spectacle intitulé Fugain fait Bandapart.

## Univers musical et postérité

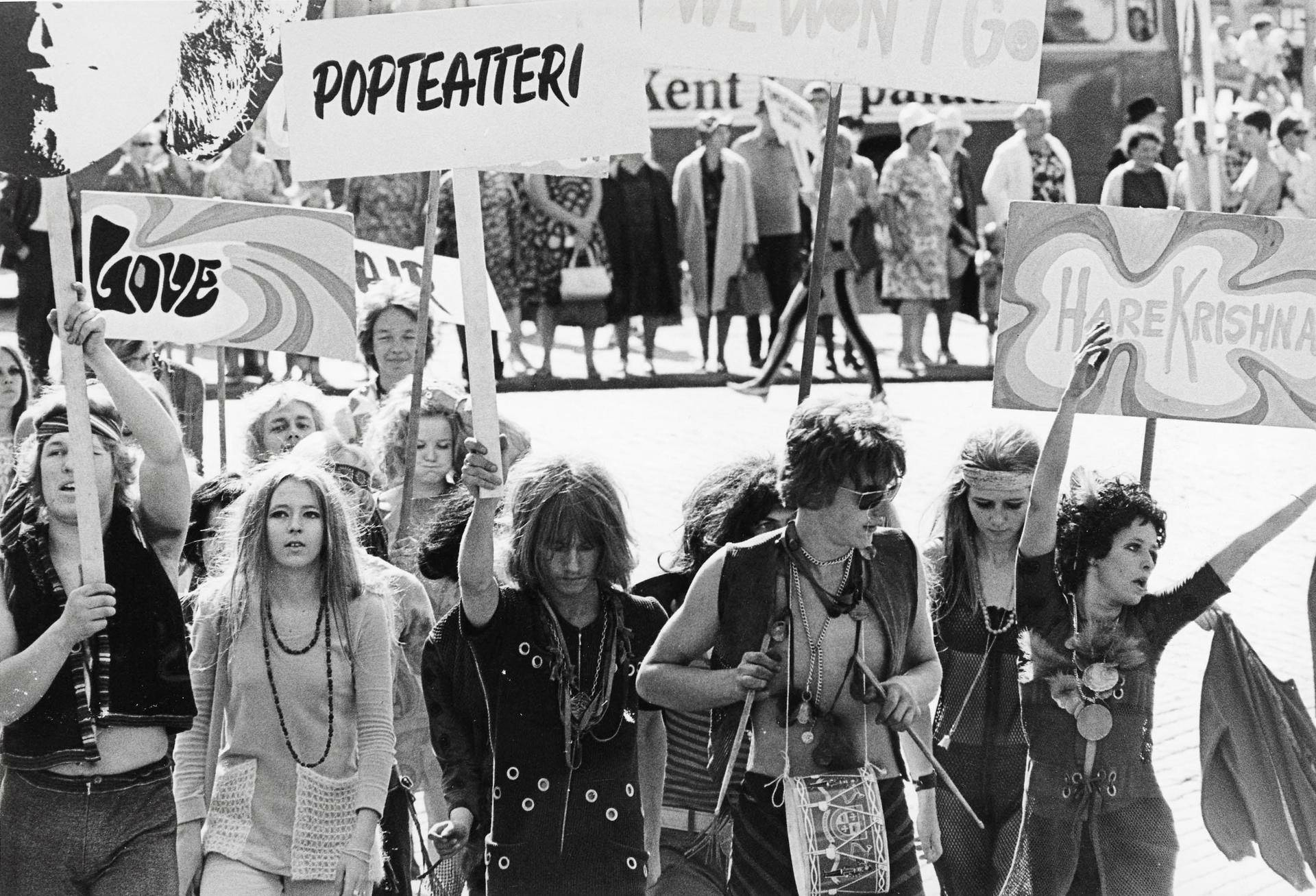
Michel Fugain a été marqué par des comédies musicales comme Hair (ci-dessus, interprété par une troupe finlandaise en 1969), si bien que le Big Bazar est souvent associé au mouvement hippie des années 1970 par les médias français.

Ses influences sont multiples et commencent tout d’abord par la musique anglo-saxonne des années 1960, notamment celle des Beatles avec leurs albums Rubber Soul et Revolver,,,. Fugain est également proche du jazz et de la bossa nova sud-américaine, en particulier avec le titre Fais comme l’oiseau,,. Il n’hésite pas non plus à intégrer des airs de musiques folkloriques dans ses chansons, comme Le Printemps,. Enfin, il apprécie beaucoup la musique classique, surtout celle de Kurt Weill, avec une prédilection pour les compositeurs de musiques de films comme Leonard Bernstein, Sergueï Prokofiev et Nino Rota,. Fugain a justement été marqué par deux comédies musicales majeures : le film West Side Story réalisé par Jerome Robbins et Robert Wise en 1961, et Hair mis en scène au théâtre de la Porte-Saint-Martin en 1969. Fugain déclare d’ailleurs : « Le Big Bazar n’existe pas s’il n’y a pas Hair ».
Les médias français ont tendance à le voir « incarn[er] l’esprit hippie des années 1970 avec son Big Bazar et des chansons devenues des hymnes humanistes et libertaires » tels que Chante… Comme si tu devais mourir demain et La Fête,,.
Ainsi, le biographe Jean-Jacques Jelot-Blanc décrit Michel Fugain comme « associé (…) au mouvement hippie marquant la fin de l'époque yé-yé », de même le spécialiste de la chanson francaise Fabien Lecœuvre voit dans le Big Bazar « Une formation musicale d'artistes, basée sur l'esprit hippie et communautaire post Mai 68 » tandis que la biographe Sophie Girault qualifie les paroles « Fais comme l'oiseau / Ça vit d'air pur et d'eau fraîche / Un oiseau », de « véritable hymne à la vie hippie ».
Tardivement, en 2017, le principal intéressé se défend d'avoir été hippie : « Je ne suis pas du tout hippie dans ma tête et je l’ai jamais été »,.
Fugain souhaite plutôt s’inscrire dans la tradition des chansons françaises : « Je revendique pleinement un statut de chanteur populaire, […] c’est-à-dire accessible à tous ». Il rajoute : « Ce qui me ressemble, c’est d’évoquer des sujets qui sont relativement graves, qui peuvent être des sujets de société, mais de façon festive ». En même temps, hormis la joie de vivre, Fugain célèbre aussi la liberté, l’espoir et l’amour comme dans Une belle histoire, Viva la vida ou Forteresse,. Ses ballades sont régulièrement apprises dans les écoles, dont certaines portent son nom à Montferrat et Vred,. Le 14 juillet 2017, une fanfare interarmées joue La Fête à la fin du traditionnel défilé militaire sur les Champs-Élysées, devant le président français Emmanuel Macron et son homologue américain Donald Trump. « Ce qui me frappe avec les chansons de Fugain, déclare Edwy Plenel, chansons populaires, chansons dont on s’empare, c’est qu’elles sont au cœur de ce qu’on doit inventer, c’est-à-dire se retrouver et chanter ensemble ». La journaliste Véronique Mortaigne va également dans ce sens lorsqu’elle dit : « L’air du temps, Michel Fugain a toujours su le humer sans complexes. De l’appel à la vie vécue plein pot des années 1970 aux colères politiquement correctes (le sida, la corruption, les vieux dans la rue) de Plus ça va…, Fugain remplit son rôle de chanteur de variétés, miroir des aspirations et des déceptions populaires ». Pour Fabien Lecœuvre, le chanteur est même allé jusqu’à « révolutionner les codes de la société française et en même temps de la variété en imposant l’esprit de groupe. »

## Engagements
Lors de l'élection présidentielle de 1995, il annonce avoir voté pour la candidate écologiste Dominique Voynet.
À l’élection présidentielle française de 2007, il annonce qu'il votera à gauche, sans pour autant soutenir la candidature de Ségolène Royal,.
Le 3 mai 2012, il interprète Le Chiffon rouge à un meeting de campagne de François Hollande à Toulouse.
À l'occasion de l’élection présidentielle française de 2017, il indique avoir voté pour Jean-Luc Mélenchon, candidat de La France insoumise, tout en adhérant au mouvement politique Nouvelle Donne afin de dénoncer le système de la finance mondiale et l'ENA,.

## Discographie
Michel Fugain a sorti trente-deux albums, dont huit avec le Big Bazar, et environ une centaine de singles.
- 1967 : Michel Fugain (Quand l'oiseau chante)
- 1970 : Michel Fugain (Soleil)
- 1970 : Un enfant dans la ville
- 1972 : Fugain et le Big Bazar
- 1973 : Fugain et le Big Bazar no 2
- 1974 : À l’Olympia
- 1974 : En spectacle au Québec
- 1975 : Fugain et le Big Bazar no 3
- 1975 : Un jour, la fête
- 1976 : Fugain et le Big Bazar no 4
- 1976 : Enregistrement public Olympia 76
- 1977 : Un jour d’été dans un Havre de paix
- 1978 : Faites-moi danser !
- 1978 : Enregistrement public Olympia 78
- 1979 : Michel Fugain (Les Sud-Américaines)
- 1981 : Capharnaüm
- 1988 : Michel Fugain (Des rêves et du vent)
- 1989 : Un café et l’addition
- 1991 : Live
- 1992 : Sucré-Salé
- 1993 : Vivant
- 1994 : Vivant à l’Olympia – Une belle histoire
- 1995 : Plus ça va…
- 1996 : Petite fête entre amis
- 1998 : De l’air !
- 2001 : Encore
- 2007 : Bravo et merci !
- 2010 : Fugain à l’Alhambra
- 2011 : Bon an mal an – Le Printemps
- 2011 : Bon an mal an – L’Été
- 2012 : Bon an mal an - Printemps été automne hiver
- 2013 : Projet Pluribus
- 2024 : La vie, l'amour, etc...

## Filmographie
- 1962 : Blues pour un cowboy qui a mal au ventre de Jean-Michel Barjol : acteur
- 1963 : Le Chemin des Dames de Guy Blanc : assistant réalisateur
- 1963 : Nadia de Jean-Michel Barjol : assistant réalisateur
- 1965 : Au temps des châtaignes de Jean-Michel Barjol : assistant réalisateur
- 1965 : Les Copains d’Yves Robert : second assistant réalisateur
- 1965 : Le Berceau, sketch de Jean Delannoy pour Le Lit à deux places : second assistant réalisateur
- 1966 : Paris brûle-t-il ? de René Clément : figurant
- 1971 : Un enfant dans la ville de Pierre Sisser : acteur et compositeur
- 1973 : Je sais rien, mais je dirai tout de Pierre Richard : compositeur
- 1974 : Force 8 de Pierre Sisser : compositeur
- 1975 : Un jour, la fête de Pierre Sisser : acteur et compositeur
- 1980 : Ras le cœur de Daniel Colas : compositeur

## Distinctions
- Officier de l'ordre national du Mérite (1993)
- Commandeur de l'ordre des Arts et des Lettres (2009)